# 페루 대통령궁

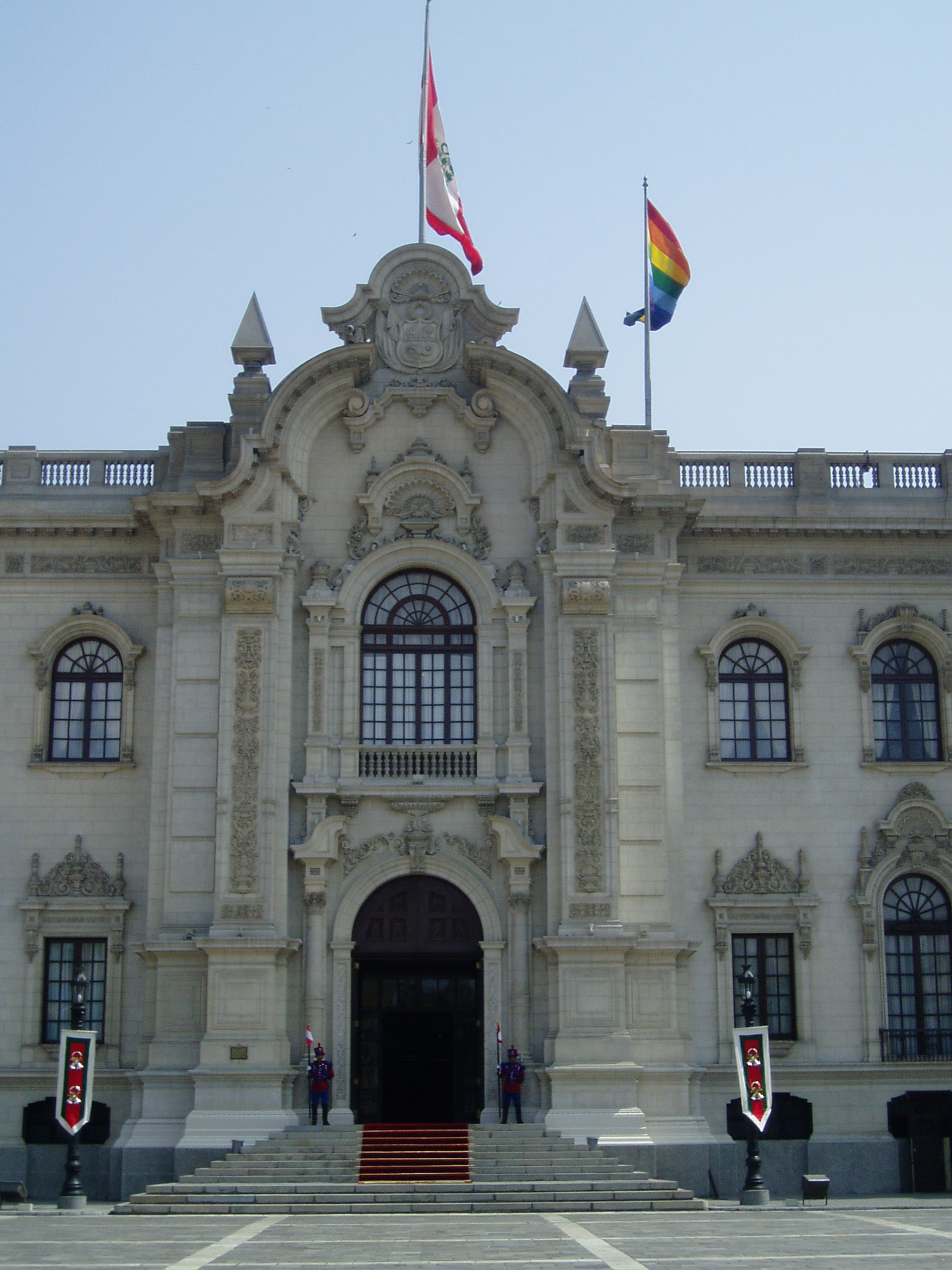
페루 정부궁

페루 정부궁(스페인어: Palacio de Gobierno)은 페루의 정부 청사 건물로서 애초에 대통령의 청사로 지어졌다. 최초의 건물은 고문관이었던 프란시스코 피사로가 디자인하였다. 때문에 청사의 별칭이 카사 데 피사로(Casa de Pizarro)이기도 하다.
건축은 1926년 시작되었으며 대통령 아우구스토 레기아(Augusto B. Leguía) 대였다. 처음에는 프랑스의 건축가 클라디오 사트가 건축을 진행하다 1932년 건축이 중단되었다. 이후 두 번째로 1937년~1938년에 지어졌으며 처음에 지었던 건축 바탕에 더해서 건축을 진행하였다. 당시의 대통령은 오스카 베나비데스(Oscar R. Benavides)였으며 그는 리카르도 데 자사에게 건축을 맡겼다. 1937년 8월 24일 본격적인 건축에 착수하였고 이듬해에 공사가 끝났다. 이에 페루 대통령궁으로서 발족하였다.